# Ебби-Бу
Ебби-Бу (фр. Yebbibou) — деревня и супрефектура в Чаде, расположенная на территории региона Тибести. Входит в состав департамента Восточное Тибести.

## Географическое положение
Деревня находится в северо-западной части Чада, в центральной части плоскогорья Тибести, на высоте 1369 метров над уровнем моря.
Ебби-Бу расположен на расстоянии приблизительно 1024 километров к северо-северо-востоку (NNE) от столицы страны Нджамены.

## Климат
Климат Ебби-Бу характеризуется как аридный жаркий (BWh в классификации климатов Кёппена). Уровень атмосферных осадков, выпадающих в течение года крайне низок (среднегодовое количество — 24 мм). Средняя годовая температура составляет 19,9 °C.

## Население
По данным официальной переписи 2009 года численность населения Ебби-Бу составляла 3859 человек (1898 мужчин и 1961 женщина). Дети в возрасте до 15 лет составляли 42 % от общего количества жителей супрефектуры.

## Транспорт
Ближайший аэропорт расположен в городе Бардаи.